# Pravica
Pravica (hongrois : Paróca) est un village de Slovaquie situé dans la région de Banská Bystrica.

## Histoire
La première mention écrite du village date de 1271.

## Démographie

### Évolution de la population
| Année:               | 1994. | 2004.   | 2014.    | 2024.   |
| -------------------- | ----- | ------- | -------- | ------- |
| Nombre de personnes: | 98    | 106     | 119      | 117     |
| Différence:          |       | +8,16 % | +12,26 % | -1,68 % |

| Année:               | 2023. | 2024.   |
| -------------------- | ----- | ------- |
| Nombre de personnes: | 116   | 117     |
| Différence:          |       | +0,86 % |